# Zulhelmi Zainal
Zulhelmi Zainal, né le 1er avril 2000, est un coureur cycliste malaisien.

## Biographie
En 2018, Zulhelmi Zainal est sacré champion d'Asie de poursuite chez les juniors (moins de 19 ans),. Trois ans plus tard, il termine quatrième du championnat de Malaisie du contre-la-montre espoirs (moins de 23 ans). Il représente aussi son pays dans plusieurs épreuves de la Coupe des Nations.
En 2022, il devient champion de Malaisie de la course aux points. La même année, il participe aux championnats d'Asie sur piste, où il se classe septième de la course à l'américaine et huitième de l'omnium. Il est également sélectionné en équipe nationale pour les Jeux de la solidarité islamique. Sur route, il participe à quelques compétitions régionales en Belgique avec le KVC 't Meetjesland, un club basé à Knesselare. 
En septembre 2023, on le retrouve au départ du Tour de Langwaki sous les couleurs d'une sélection malaisienne. Bon sprinteur, il se classe onzième d'une étape. Il décroche ensuite l'or dans la course à l'américaine aux championnats nationaux, en compagnie de son compatriote Abdul Azim Aliyas. Après ses performances, il intègre l'équipe continentale indonésienne Nusantara en 2024.

## Palmarès sur piste

### Championnats d'Asie
- Malaisie 2018
  -  Champion d'Asie de poursuite juniors
  -  Médaillé de bronze de la poursuite par équipes juniors

### Championnats nationaux
- 2022
  -  Champion de Malaisie de course aux points
  - 2e du championnat de Malaisie de l'américaine
- 2023
  -  Champion de Malaisie de l'américaine (avec Abdul Azim Aliyas)
- 2024
  - 3e du championnat de Malaisie de poursuite
  - 3e du championnat de Malaisie de poursuite par équipes
  - 3e du championnat de Malaisie de l'élimination

## Classements mondiaux
| Année                                 | 2023  |
| ------------------------------------- | ----- |
| Classement mondial                    | 3008e |
| UCI Asia Tour                         | 298e  |
|                                       |       |
| Légende : nc = non classéSource : UCI |       |